# Chibougamau/Chapais Airport
Chibougamau/Chapais Airport är en flygplats i Kanada. Den ligger i den östra delen av landet, 500 km norr om huvudstaden Ottawa. Chibougamau/Chapais Airport ligger 387 meter över havet.
Terrängen runt Chibougamau/Chapais Airport är mycket platt. Runt Chibougamau/Chapais Airport är det mycket glesbefolkat, med 4 invånare per kvadratkilometer.. Närmaste större samhälle är Chibougamau, 19,8 km nordost om Chibougamau/Chapais Airport. 